# MGV (Musique à Grande Vitesse)
MGV (Musique à Grande Vitesse) ("höghastighetsmusik") är ett orkesterverk av Michael Nyman. Namnet anspelar på de franska höghastighetstågen TGV och det särskilda järnvägsnät, LGV, som de rullar på.
MGV beställdes av Festival de Lille till invigningen av höghastighetsjärnvägen LGV Nord (från Paris, via Lille till belgiska gränsen och kanaltunneln) och uruppfördes av Orchestre National de Lille och Michael Nyman Band den 26 september 1993.
Kompositionen finns utgiven på en CD från 1994 av skivbolaget Argo, tillsammans med Nymans The Piano Concerto.